# Осеоинтеграција
Осеоинтеграција је термин који се користи у оралној имплантологији. То је функционална и структурна веза виталног коштаног ткива са површином уграђеног коштаног имплантата.

## Историја
Ову технику је осмислио професор Пер Ингвар Бранемарк у Гетеборгу у Шведскоj, који је назван оцем имплантологијe.